# Smedley Darlington

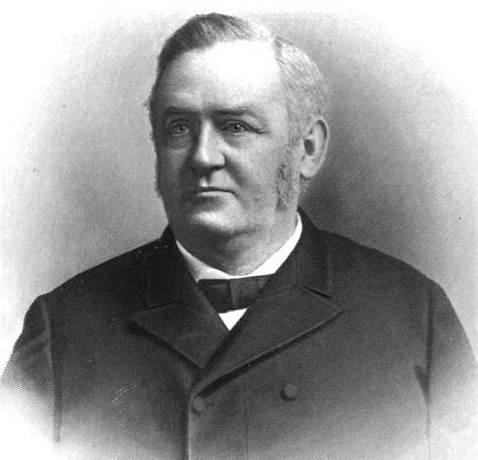
Smedley Darlington

Smedley Darlington (* 24. Dezember 1827 in Pocopson, Chester County, Pennsylvania; † 24. Juni 1899 in West Chester, Pennsylvania) war ein US-amerikanischer Politiker. Zwischen 1887 und 1891 vertrat er den Bundesstaat Pennsylvania im US-Repräsentantenhaus.

## Werdegang
Smedley Darlington war ein Cousin zweiten Grades der Kongressabgeordneten Edward Darlington (1795–1884), Isaac Darlington (1781–1839) und William Darlington (1782–1863). Er besuchte die öffentlichen Schulen seiner Heimat und die Friends’ Central School in Philadelphia. Danach war er für einige Jahre an dieser Schule als Lehrer tätig. Gleichzeitig entwarf er stenographische Berichte aller Art für die Morgennachrichten der Zeitungen von Philadelphia. 1851 gründete er eine Schule in Ercildoun, die er zwölf Jahre lang leitete. In den Jahren 1861 und 1862 nahm er als Soldat der Staatsmiliz von Pennsylvania am Bürgerkrieg teil. Dabei brachte er es bis zum Hauptmann. Seit 1864 lebte Darlington in West Chester, wo er im Bankgewerbe und im Börsengeschäft arbeitete. Politisch wurde er zunächst Mitglied der kurzlebigen Liberal Republican Party. Im Jahr 1872 nahm er als Delegierter an deren Bundesparteitag in Cincinnati teil, auf dem Horace Greeley als Präsidentschaftskandidat nominiert wurde. Später schloss er sich der Republikanischen Partei an.
Bei den Kongresswahlen des Jahres 1886 wurde Darlington im sechsten Wahlbezirk von Pennsylvania in das US-Repräsentantenhaus in Washington, D.C. gewählt, wo er am 4. März 1887 die Nachfolge von James Bowen Everhart antrat. Nach einer Wiederwahl konnte er bis zum 3. März 1891 zwei Legislaturperioden im Kongress absolvieren. Im Jahr 1890 verzichtete er auf eine weitere Kandidatur.
Nach dem Ende seiner Zeit im US-Repräsentantenhaus nahm Darlington seine früheren Tätigkeiten im Bankgewerbe und als Börsenmakler wieder auf. Im Juni 1896 war er Delegierter zur Republican National Convention in St. Louis, bei der William McKinley als Präsidentschaftskandidat aufgestellt wurde. Smedley Darlington starb am 24. Juni 1899 in West Chester. Sein Enkel Smedley Darlington Butler (1881–1940) wurde ein hoch dekorierter Generalmajor im United States Marine Corps.